# Acontia komaga
Acontia komaga là một loài bướm đêm trong họ Noctuidae.